# Weinmannia paullinifolia
Weinmannia paullinifolia är en tvåhjärtbladig växtart som beskrevs av Johann Baptist Emanuel Pohl och Nicolas Charles Seringe. Weinmannia paullinifolia ingår i släktet Weinmannia och familjen Cunoniaceae. Inga underarter finns listade i Catalogue of Life.